# Liste der Kulturdenkmäler in Frauenberg (Nahe)
In der Liste der Kulturdenkmäler in Frauenberg sind alle Kulturdenkmäler der rheinland-pfälzischen Ortsgemeinde Frauenberg aufgeführt. Grundlage ist die Denkmalliste des Landes Rheinland-Pfalz (Stand: 12. Juni 2023).

## Denkmalzonen
| Bezeichnung                  | Lage                                                | Baujahr                     | Beschreibung | Bild                           |
| ---------------------------- | --------------------------------------------------- | --------------------------- | --- | ------------------------------ |
| Denkmalzone Ruine Frauenburg | südlich des Ortes auf einem schmalen Bergsporn Lage | Anfang des 14. Jahrhunderts | kleine, regelmäßige Anlage, wohl vom Anfang des 14. Jahrhunderts; Ringmauer, vier runde Ecktürme, Rundturm in Nordost-Mauer, zweischiffiger Keller, Halsgraben, Zwingermauer | weitere Bilder Fotos hochladen |

## Einzeldenkmäler
| Bezeichnung     | Lage                       | Baujahr | Beschreibung | Bild |
| --------------- | -------------------------- | ------- | --- | ---- |
| Eisenbahnbrücke | südwestlich des Ortes Lage | um 1860 | Eisenbahnbrücke der Rhein-Nahe-Bahn; dreibogiger backsteingegliederter Sandsteinquaderbau über das Nahetal, um 1860 | BW   |